# Edmond O'Brien
Pour les articles homonymes, voir O'Brien.
Edmond O'Brien est un acteur, réalisateur et producteur de cinéma américain, né le 10 septembre 1915 à New York et mort le 9 mai 1985 à Inglewood (Californie).

## Biographie
Edmund (Edmond) O'Brien fait ses débuts à Broadway en 1937, puis à Hollywood en 1939. Il a une solide formation théâtrale, ce qui lui permet d'interpréter de façon shakespirienne le rôle de Casca dans le Jules César (Julius Caesar) de Joseph L. Mankiewicz en 1953. Il est souvent utilisé pour des rôles de politiciens, de flics ou de gangsters compte-tenu de son physique. Il a également réalisé plusieurs thrillers, notamment Le Bouclier du crime (Shield for Murder) en 1954 et L'étau se resserre (Man-Trap) en 1961. En 1973, il tient le rôle du commissaire Harry J. Anslinger dans Lucky Luciano de Francesco Rosi. Il obtient un Oscar du meilleur acteur dans un second rôle pour La Comtesse aux pieds nus en 1955 et un Golden Globe du  meilleur acteur dans un second rôle pour Sept jours en mai en 1965.

## Filmographie

### Cinéma
- 1939 : Quasimodo (The Hunchback of Notre Dame) de William Dieterle : Pierre Gringoire
- 1941 : Son patron et son matelot (A Girl, a Guy and a Gob) de Richard Wallace : Stephen Herrick
- 1941 : Parachute Battalion (en) de Leslie Goodwins : William "Bill" Mayberry Burke
- 1942 : Obliging Young Lady de Richard Wallace : "Red" Reddy, alias le professeur Stanley
- 1942 : Powder Town de Rowland V. Lee : J. Quincy "Penji" Pennant
- 1943 : The Amazing Mrs. Holliday de Jean Renoir et Bruce Manning : Tom Holliday
- 1944 : La Victoire des ailes (Winged Victory) de George Cukor : Irving Miller
- 1946 : Les Tueurs (The Killers) de Robert Siodmak : Jim Reardon
- 1947 : Le Traquenard (The Web) de Michael Gordon : Bob Regan
- 1947 : Othello (A Double Life) de George Cukor : Bill Friend
- 1948 : Another Part of the Forest de Michael Gordon : Benjamin "Ben" Hubbard
- 1948 : La Petite Téléphoniste (For the Love of Mary) de Frederick de Cordova : le lieutenant Tom Farrington
- 1948 : Les Géants du ciel (Fighter Squadron) de Raoul Walsh : le major Ed Hardin
- 1948 : Le Droit de tuer (An Act of Murder) de Michael Gordon : David Douglas
- 1949 : Horizons en flammes (Task Force) de Delmer Daves : le présentateur de radio annonçant l'attaque de Pearl Harbor (voix uniquement, non-crédité au générique)
- 1949 : L'enfer est à lui (White Heat) de Raoul Walsh : Hank Fallon, alias "Vic Pardo"
- 1949 : Les Amants du Capricorne (Under Capricorn) d'Alfred Hitchcock : le narrateur (non crédité au générique)
- 1950 : Mort à l'arrivée (D.O.A.) de Rudolph Maté : Frank Bigelow
- 1950 : Du sang sur le tapis vert (Backfire) de Vincent Sherman : Steve Connolly
- 1950 : 711 Ocean Drive de Joseph M. Newman : Mal Granger
- 1950 : The Admiral was a Lady (en) d'Albert S. Rogell : Jimmy Stevens
- 1950 : De minuit à l'aube (Between Midnight and Dawn) de Gordon Douglas : l'agent de police Daniel Purvis
- 1951 : Tête d'Or et tête de bois (en) (The Redhead and the Cowboy) de Leslie Fenton : le major Dunn Jeffers
- 1951 : Two of a Kind de Henry Levin : Michael "Lefty" Farrell
- 1951 : Le Sentier de l'enfer (Warpath) de Byron Haskin : John Vickers
- 1951 : La Ville d'argent (Silver City) de Byron Haskin : Larkin Moffatt
- 1952 : Sous le plus grand chapiteau du monde (The Greatest Show on Earth) de Cecil B. DeMille : l'aboyeur du cirque (voix jusqu'à la fin du métrage où son visage est finalement révélé)
- 1952 : Les Rivaux du rail (Denver and Rio Grande) de Byron Haskin : Jim Vesser
- 1952 : Le Cran d'arrêt (The Turning Point) de William Dieterle : John Conroy
- 1953 : Le Voyage de la peur (The Hitch-Hiker) d'Ida Lupino : Roy Collins
- 1953 : J'ai vécu deux fois (en) (Man in the Dark) de Lew Landers : Steve Rawley
- 1953 : Cow Country (en) de Lesley Selander : Ben Anthony
- 1953 : Jules César (Julius Caesar) de Joseph L. Mankiewicz : Publius Servilius Casca
- 1953 : China Venture de Don Siegel : le capitaine Matt Reardon
- 1953 : Bigamie (The Bigamist) d'Ida Lupino : Harry Graham / Harrison Graham
- 1954 : Le Bouclier du crime (Shield for Murder) d'Edmond O'Brien et Howard W. Koch : le lieutenant Barney Nolan
- 1954 : Terreur à Shanghaï (The Shanghai Story) de Frank Lloyd : le docteur Dan Maynard
- 1954 : La Comtesse aux pieds nus (The Barefoot Contessa) de Joseph L. Mankiewicz : Oscar Muldoon
- 1955 : La Peau d'un autre (Pete Kelly's Blues) de Jack Webb : Fran McCarg
- 1956 : 1984 de Michael Anderson : Winston Smith, employé du Parti Extérieur
- 1956 : Au sixième jour (D-Day the Sixth of June) de Henry Koster : le lieutenant-colonel Alexander Timmer
- 1956 : Un cri dans la nuit (A Cry in the Night) de Frank Tuttle : le capitaine Dan Taggart
- 1956 : Le Supplice des aveux (The Rack) d'Arnold Laven : le lieutenant-colonel Frank Wasnick
- 1956 : La Blonde et moi (The Girl Can't Help It) de Frank Tashlin : Marty Murdock
- 1957 : Les Loups dans la vallée (The Big Land) de Gordon Douglas : Joe Jagger
- 1957 : Espionnage à Tokyo (en) (Stopover: Tokyo) de Richard L. Breen : George Underwood
- 1958 : La Faute du Capitaine Barrett (en) (The World Was His Jury) de Fred F. Sears : David Carson
- 1958 : Sing, Boy, Sing (en) de Henry Ephron : Joseph Sharkey
- 1959 : La Mission secrète du sous-marin X-16 (Up Periscope!) de Gordon Douglas : le capitaine de frégate Paul Stevenson
- 1959 : L'Ambitieuse d'Yves Allégret : Bucaille (dans la version française) / Buchanan (dans la version anglaise)
- 1960 : Panique à bord (The Last Voyage) d'Andrew L. Stone : le second mécanicien Walsh
- 1960 : Allô... l'assassin vous parle (The 3rd Voice) de Hubert Cornfield : la Voix
- 1961 : Le Roi des imposteurs (The Great Impostor) de Robert Mulligan : le capitaine Glover
- 1961 : L'Étau se resserre (Man-Trap) d'Edmond O'Brien : la voix du photographe (non-crédité au générique)
- 1962 : Un pilote dans la Lune (Moon Pilot) de James Neilson : McClosky
- 1962 : L'Homme qui tua Liberty Valance (The Man Who Shot Liberty Valance) de John Ford : Dutton Peabody
- 1962 : Le Prisonnier d'Alcatraz (Birdman of Alcatraz) de John Frankenheimer : Thomas E. Gaddis
- 1962 : Le Jour le plus long (The Longest Day) de Ken Annakin, Andrew Marton, Darryl F. Zanuck et Bernhard Wicki : le major-général Raymond O. Barton
- 1964 : Sept jours en mai (Seven Days in May) de John Frankenheimer : le sénateur Ray Clark
- 1964 : Rio Conchos de Gordon Douglas : le colonel Theron Pardee
- 1965 : L'Enquête (Sylvia) de Gordon Douglas : Oscar Stewart
- 1965 : Synanon (en) de Richard Quine : Chuck Dederich
- 1966 : Le Voyage fantastique (Fantastic Voyage) de Richard Fleischer : le général Carter
- 1967 : Le vicomte règle ses comptes de Maurice Cloche : Rico Barone
- 1967 : Peau d'espion d'Édouard Molinaro : l'éditeur Arys Sphax
- 1969 : La Horde sauvage (The Wild Bunch) de Sam Peckinpah : Freddie Sykes
- 1969 : The Love God? (en) de Nat Hiken : Osborn Tremain
- 1970 : Dream No Evil (en) de John Hayes : Timothy MacDonald
- 1972 : Ils ne tuent que leurs maîtres (They Only Kill Their Masters) de James Goldstone : George
- 1973 : Lucky Luciano de Francesco Rosi : Harry J. Anslinger
- 1974 : Refroidi à 99 % (99 And 44/100% Dead) de  John Frankenheimer : "Oncle Franck" Kelly
- 1976 : De l'autre côté du vent (The Other Side of the Wind) d'Orson Welles (film inachevé) : Pat Mullins

### Comme réalisateur
- 1954 : Le Bouclier du crime (Shield for Murder)
- 1961 : L'étau se resserre (Man-Trap)

### Comme producteur
- 1961 : L'étau se resserre (Man-Trap)

### Télévision
- 1964 : Le Prix d'un meurtre (The Hanged Man) (Téléfilm) de Don Siegel : Arnie Seeger
- 1964 : Breaking Point (en) (Série télévisée), épisode 23 "Tide of Darkness" : Roger Conning
- 1964 : The Eleventh Hour (en) (Série télévisée), saison 2, épisode 30 "The Color of Sunset" : Buck Denholt
- 1965 : The Long, Hot Summer (en) (Série télévisée) : "Boss" Will Varner (13 épisodes)
- 1966 : The Doomsday Flight (en) (Téléfilm) de William Graham : le poseur de bombe
- 1967 : The Outsider (Téléfilm) de Michael Ritchie : Marvin Bishop
- 1967 : Le Virginien (The Virginian) (Série télévisée), saison 6, épisode 7 "Le procès de Ah Sing" (Ah Sing versus Wyoming) : Thomas Manstead
- 1968 : Flesh and Blood (en) (téléfilm) d'Arthur Penn : Harry
- 1968 : Mission impossible (Mission: Impossible) (Série télévisée), saison 2, épisode 20 Le Faussaire (The Counterfeiter) : Raymond Halder
- 1969 : The Bold Ones: The Protectors (Série télévisée), épisode 3 If I Should Wake Before I Die : Warden Millbank
- 1970 : Les Hors-la-loi (en) (The Intruders) (Téléfilm) de William A. Graham : le colonel William Bodeen
- 1970 : Insight (Série télévisée), saison 9, épisode 5 The 7 Minute Life of James Houseworthy : James Houseworthy
- 1970 : The Young Lawyers (en) (Série télévisée), épisode 14 "MacGillicuddy Always Was a Pain in the Neck" : monsieur MacGillicuddy
- 1971 : Les Règles du jeu (The Name of the Game) (Série télévisée), saison 3, épisode 16 "L.A. 2017" : Bergman
- 1971 : River of Mystery (en) (Téléfilm) de Paul Stanley : R.J. Twitchell
- 1971 : What's a Nice Girl Like You...? (en) (Téléfilm) de Jerry Paris : Stillman
- 1971 : Le Grand Chaparral (The High Chaparral) (Série télévisée), saison 4, épisode 17 "The Hostage" : Morgan MacQuarie
- 1972 : Sam Cade (Cade's County) (Série télévisée), épisode 15 "Le fils préféré" (The Brothers) : Clint Pritchard
- 1972 : Jigsaw (en) (Téléfilm) de William A. Graham : l'inspecteur Ed Burtelson
- 1972 : Les Rues de San Francisco (The Streets of San Francisco) (Série télévisée), saison 1, épisode 1 "The Thirty-Year Pin" : l'officier de police Gustav "Gus" Charnovski
- 1972 : McMillan (McMillan and Wife) (Série télévisée), saison 2, épisode 3 "Cop of the Year" : Monsieur Fontaine
- 1973 : Isn't It Shocking? (en) (Téléfilm) de John Badham : Justin Oates
- 1973 : Temperatures Rising (en) (Série télévisée), saison 1, épisode 25 "Super Doc" : le docteur Banning
- 1974: Police Story (Série télévisée), saison 1, épisode 12 "Chain of Command" : le chef Frank Modeer

## Récompenses et distinctions
- Oscars 1955 : Meilleur acteur dans un second rôle pour La Comtesse aux pieds nus
- Golden Globes 1965 :  Meilleur acteur dans un second rôle pour Sept jours en mai
- Walk of Fame (Hollywood) : une étoile catégorie cinéma, au 1725 Vine Street, et une étoile catégorie télévision au 6523 Hollywood Boulevard[2]